# Vois
Vois ist eine kleine Streusiedlung in der Gemeinde Schwarzau im Gebirge in Niederösterreich.

## Geografie
Die Vois bezeichnet die Gegend und ist zugleich der Name der Ortschaft. Diese befindet sich nordöstlich der Schwarza auf halbem Weg zum Klostertaler Gscheid.

## Geschichte
Die Besiedelung erfolgte vermutlich zwischen 1030 und 1050. Zahlreiche Flur- und Hofnamen verweisen auf die Rodung und Urbarmachung des Tales im Mittelalter. In dieser Zeit wurden auch die Herren von Traisma im Gebiet der Vois sesshaft. Danach gelangte das Gebiet an die Babenberger und an die Habsburger, bis es später an die Herberstein und dann an das aus Spanien stammende Geschlecht der Hoyos ging. Die Bevölkerung lebte vorwiegend von der Holzwirtschaft, exportierte Sägeholz und Holzkohle, erzeugte aber auch Folgeprodukte wie Holzleitern, Holzbottiche und Weinstangen, die bis nach Ungarn exportiert wurden. Daneben wurde auch Kalk abgebaut und zu Branntkalk verarbeitet. Weniger erfolgreich war indes der Abbau von Steinkohle, Eisenerz oder Ton.
Laut Adressbuch von Österreich waren im Jahr 1938 in Vois ein Fleischer, drei Gastwirte, ein Gemischtwarenhändler und mehrere Landwirte ansässig.